# لوییز هی
لوییز هی (انگلیسی: Louise Hay؛ زادهٔ ۸ اکتبر ۱۹۲۶- درگذشته ۳۰ اوت ۲۰۱۷) یک سخنران انگیزشی، و نویسنده اهل ایالات متحده آمریکا بود. او بنیان‌گذار انتشارات «خانه هی» بود و چندین کتاب در زمینه نو اندیشی و خودیاری نوشته‌است که از جمله می‌توان به کتاب «شفای زندگی» که در سال ۱۹۸۴ منتشر شد، اشاره کرد.

## زندگی‌نامه
لوییز هی در شهر لس آنجلس به دنیا آمد. ناپدری‌اش فردی خشن بود و همواره او و مادرش را مورد اذیت و آزار قرار می‌داد. در سن ۵ سالگی توسط همسایه‌اش مورد تجاوز قرار گرفت و در ۱۵ سالگی در حالیکه حامله بود دبیرستان را ترک کرد. در ۱۶ سالگی فرزندش را به دنیا آورد. پس از آن به شیکاگو رفت و به شغل‌های کم درآمد پرداخت. در سال ۱۹۵۰ باردیگر به نیویورک آمد و به عنوان مدل برای سه تن از طراحان مد آنروزها کار کرد که برایش موفقیت آمیز بود. در سال ۱۹۵۴ با یک تاجر انگلیسی به نام «آندرو هی» ازدواج کرد که پس از ۱۴ سال زندگی مشترک، آندرو با زن دیگری ازدواج کرد و او دلشکسته شد.
در چنین روزهایی لوییز هی، اولین کلیسای علوم مذهبی را که در خیابان چهل و هشتم قرارداشت را پیدا کرد و در آنجا به فراگیری قدرت تحول اندیشه پرداخت. در آنجا او به مطالعه آثاری از فلورانس اسکاول شین و ارنست هولمز در خصوص تفکر نو پرداخت که در آن‌ها اموخته می‌شد خوش‌بینی می‌تواند شرایط مادی مردم را تغییر دهد یا با استفاده از آن می‌توان مشکلات جسمی را نیز درمان کرد.

## آثار
- شما می‌توانید زندگیتان را بهبود ببخشید [۳]
- قلب، سرچشمه افکار
- شفای زندگی [۴]
- شفای روحی بدن شما و روش متافیزیکی برای غلبه بر...[۵]
- ایدز و ایجاد یک رویکرد مثبت [۶]
- باغ افکار [۷]
- خودت را دوست داشته باش
- قدرت در درون شماست.
- افکار قلب [۸]
- دوست داشتن افکار برای افزایش رفاه [۹]
- قدردانی، یک راه زندگی
- زندگی، بازتاب سفر در شما [۹]
- زندگی کامل عشقی-انسانی [۱۰]
- سلامت بدن شما A-Z علل روحی برای بیماری‌های جسمی و راه غلبه بر آن‌ها [۱۱]
- ۱۰۱ راه برای سلامتی و شفا [۱۲]
- همه چیز خوب است - بدن خود را شفا دهید [۱۳]
- افکار و رژیم غذایی [۱۴]
- شما می‌توانید قلب خود را بهبود بخشید [۱۵]
- زندگی شما را دوست دارد - ۷ تجربه معنوی برای بهبودی زندگی خود [۱۶]
- من فکر می‌کنم، من هستم - آموزش قدرت اطمینان در کودکان [۱۷]